# Wilhelm August Rieder

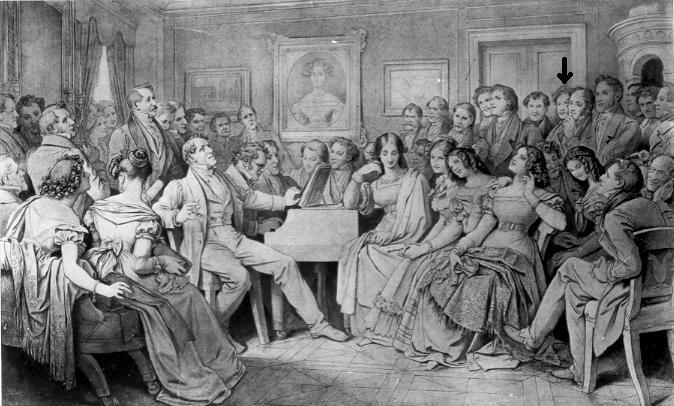
Wilhelm August Rieder (mit Pfeil markiert) im Kreis weiterer Schubert-Freunde auf einer „Schubertiade“. Zeichnung von Moritz von Schwind, 1868 aus der Erinnerung gezeichnet

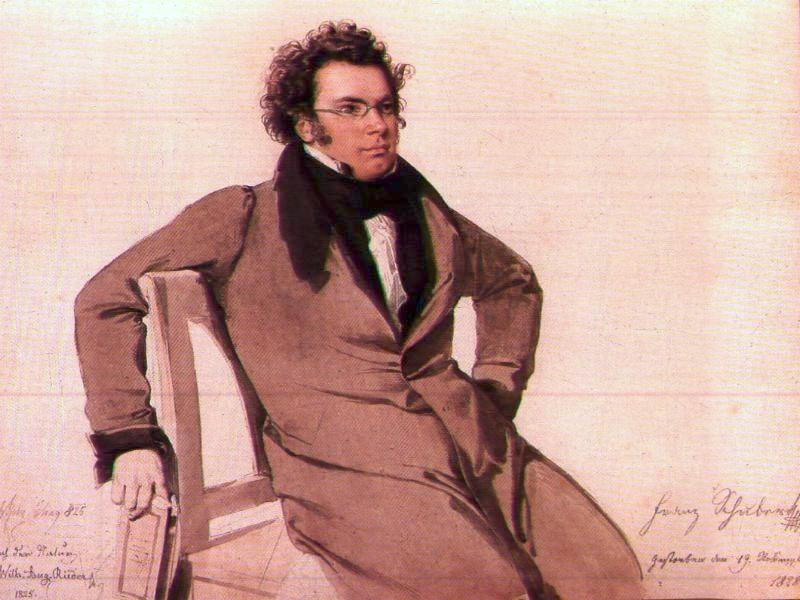
Wilhelm August Rieder: Porträt des Komponisten Franz Schubert, Mai 1825. „Sepiazeichnung“ (laut Ernst Hilmar ein Lichtdruck (Heliogravüre) des 19. Jhd.) nach Aquarell von Rieder, signiert von Rieder (links unten) und Schubert (rechts unten).

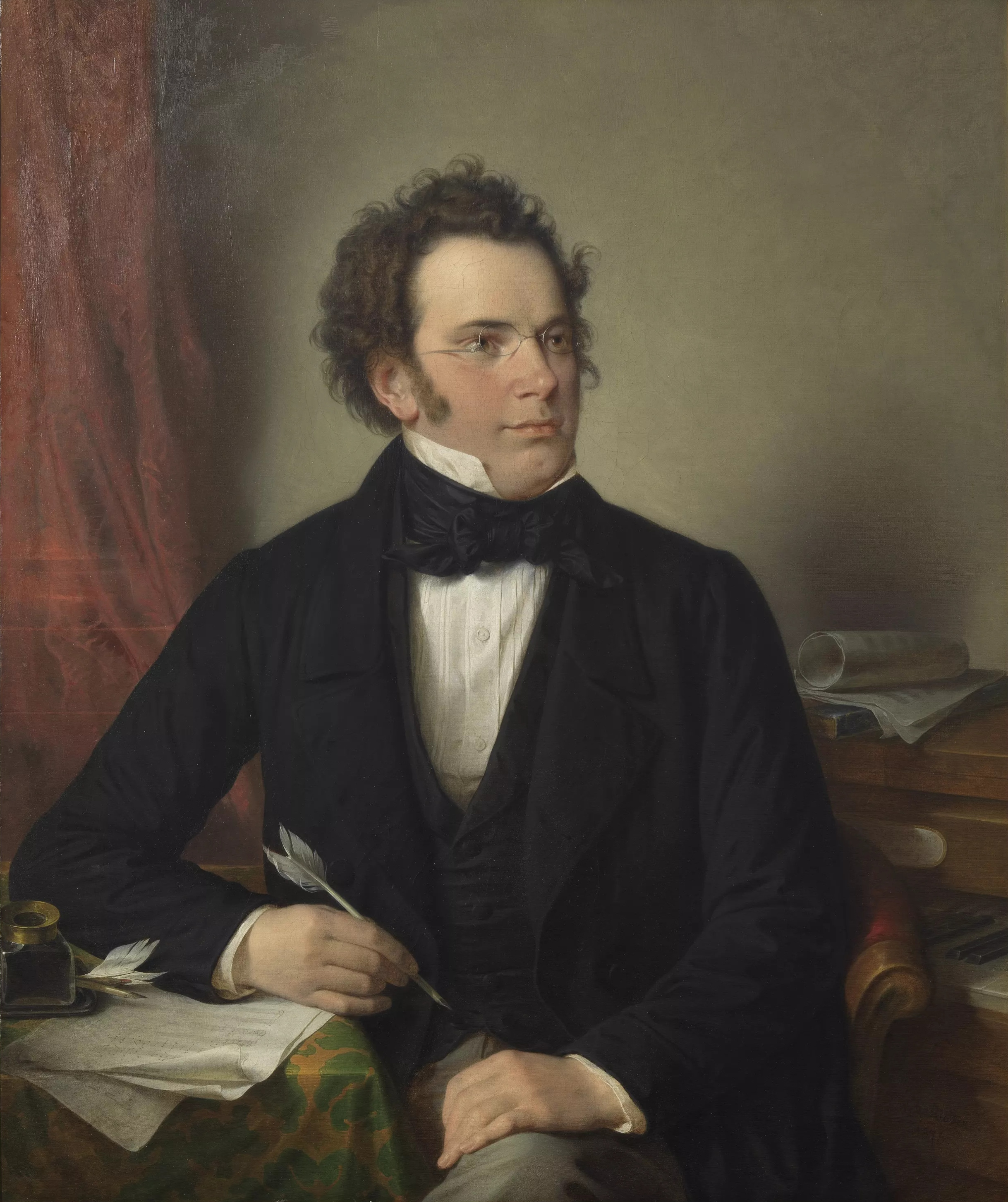
Wilhelm August Rieder: Porträt des Komponisten Franz Schubert, 1875. Ölgemälde nach der Aquarellvorlage.

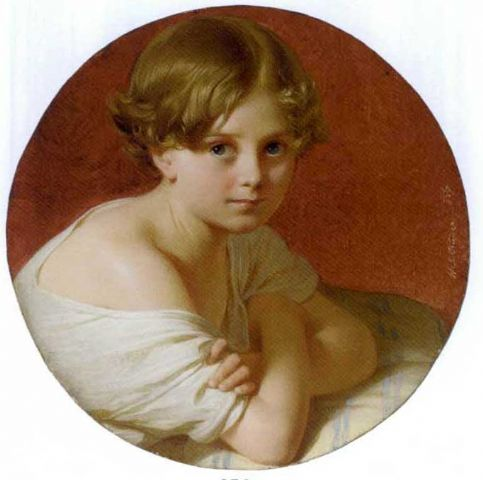
Wilhelm August Rieder: Porträt eines Kindes mit verschränkten Armen, 1846 oder später

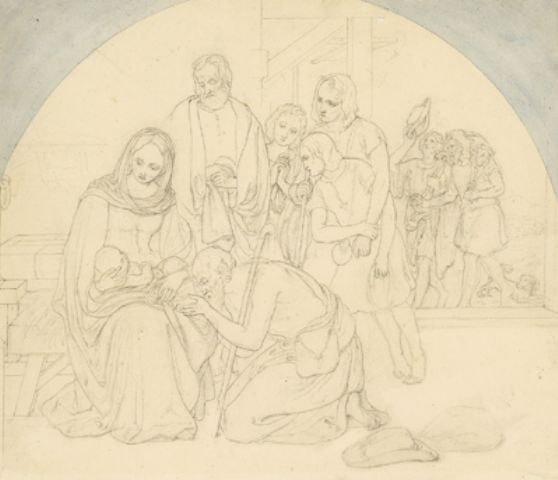
Wilhelm August Rieder: Die Anbetung des Kindes

Wilhelm August Rieder (* 30. Oktober 1796 in Oberdöbling; † 8. September 1880 in Wien) war ein österreichischer Porträt-, Genre- und Historienmaler sowie Zeichner und Lithograf. Er ist der bekannteste Porträtist von Franz Schubert.

## Leben
Wilhelm August Rieder war der zweite Sohn von Ambros Rieder, einem Schulmeister, Chorleiter und Komponisten von über 500 meist kirchlichen Werken. Er lebte an seinem Geburtsort Oberdöbling, wie seine vier Brüder, bis sein Vater nach Perchtoldsdorf bei Wien übersiedelte.
W. A. Rieder wurde von seinem Vater in den Grundschulfächern und in Musik unterrichtet. Bald erkannte man sein Zeichentalent. Es brachte ihn schon mit 16 Jahren an die Akademie für Bildende Künste nach Wien. Dort studierte er bei Hubert Maurer (* 1738; † 1818). Bis 1824 blieb er an der Akademie eingeschrieben und machte 1825 sein Diplom.
Die Werke seiner Frühzeit stehen den Nazarenern nahe.
Gefördert wurde der sicher nicht begüterte Sohn des Perchtoldsdorfer Schulmeisters durch den Kabinettskonzipisten (Kabinettsschreiber) Valentin Günther, einen Freund Mozarts, und durch Franz Christoph Artmann, einen niederösterreichischen Regierungssekretär, der den jungen Rieder unentgeltlich in Kost und Quartier nahm und ihm durch fünf Jahre auch das Studium bezahlte. Nachher förderten ihn wieder Mäzene, zum Beispiel Graf Sarau mit Aufträgen für Kopien in der Belvederegalerie Wien.
Von 1857 bis 1878 war er Kurator an der Belvederegalerie.

## Seine Beziehung zu Franz Schubert
Während seines Akademiestudiums kam Rieder in den Freundeskreis der Maler und Dichter um Franz Schubert. Schubert und Rieder waren gleichaltrig und standen bald in freundschaftlichem Verhältnis. Rieder hatte in seiner Wohnung ein Klavier zur Verfügung, Schubert jedoch nicht. Er bot Schubert an, das Klavier zu benützen, da er bald dessen großes Talent erkannt hatte. Schubert machte davon in einem Umfang Gebrauch, der Rieder bald unbequem wurde. So verabredeten beide ein Zeichen. Waren an einem bestimmten Fenster die Vorhänge zugezogen, wollte Rieder seine Ruhe haben.
1825 entstand das bekannteste Schubertbild Rieders, das den Komponisten, auf einem Stuhl sitzend, mit Brille zeigt. Moritz von Schwind bezeichnete es als „wahrscheinlich bestes Schubertbild“. Es wurde im Juni 1825 rasch skizziert, als Rieder vor einem Platzregen in die Untermietwohnung seines Freundes Schubert flüchtete (heute Technikergasse 9 neben der Karlskirche). Rieder nahm auch mehrmals an den „Schubertiaden“ teil. Nach Schuberts Tod (1828) lockerte sich der Kontakt zu dessen Freunden.
Zahlreiche Schubert-Porträts von W. A. Rieder werden in den Wiener Schubert-Gedenkstätten „Geburtshaus“, Nußdorfer Straße 54 (Ölgemälde von 1875 im Wohnzimmer, entstanden nach der Aquarellvorlage von 1825), und „Sterbezimmer“, Kettenbrückengasse 6, aufbewahrt.

## Werke
Für die Belvederegalerie Wien kopierte Rieder unter anderem:
- Den „Bogenschnitzer“ von Correggio
- Die „Heilige Justina“ von Giovanni Antonio da Pordenone
- „Helene Fourment“ (Gattin von Rubens) von Rubens
- „Titians Geliebte“ von Tizian

Seine Porträts (neben denen von Franz Schubert):
- Ferdinand und August, Prinzen von Sachsen-Coburg, in ungarischer Tracht
- Garde-Kapitän Marquis von Somariva
- Hofrat Demeter von Görög
- Kaiser Franz I. im österreichischen Kaiserornat, in Lebensgröße, für den Universitätssaal in Graz
- „Kind mit verschränkten Armen“, 1846
- „Porträt eines belgischen Offiziers in Zivil“, 1836
- „Porträt von Georg Hubmer, Schemmmeister im Naßwaldthal“, August 1819
- und viele andere, in Öl und Miniatur.

Sakrale Motive:
- „Christus am Ölberg kniend und betend“ (später durch viele, teils mittelmäßige Kopien verbreitet)
- „Der Heilige Hieronymus“, 1820 in der Kunstausstellung
- „Die Heilige Rosalia“, ein kleineres Ölbild
- „Die Heilige Rosalia“, in Lebensgröße, vom Wiener Kunstverein angekauft
- „Die Heilige Elisabeth“, 1839
- „Die Heilige Katharina von Siena“, 1842 im Volksgarten Wien ausgestellt.
- „Die Anbetung des Kindes“
- „Hagar in der Wüste“

Von seinen kleineren Aquarellen, meist historischen Inhalts, sind zu nennen:
- „Die Anbetung der Hirten“
- „Elisabeth, Landgräfin von Thüringen“
- „Die Wohltätigkeit der heiligen Elisabeth“
- Stammbuchblätter für Erzherzog Ludwig und Erzherzogin Maria Elisabeth.

Einige Arbeiten Rieders waren in den Ausstellungen der Akademie der Bildenden Künste in Wien zu sehen:
- 1820 „Sennhütte auf dem Schneeberg“
- 1826 „Schifferin aus Oberösterreich“
- 1841 „Die Lilie von St. Leonhard“ nach Walter Scott’s Roman ‚Kerker von Edinburg‘ (Dieses Bild wurde in die „Moderne Abteilung“ der Belvederegalerie aufgenommen).
- 1843 „Maria Stuart nimmt Abschied“, Illustration zu Walter Scott’s Roman ‚Kerker von Edinburg‘
- 1844 „Szene aus Walter Scott’s Roman ‚Kerker von Edinburg‘“
- „Madonna“
- 1845 „Obstmädchen“

Die meisten Arbeiten von Wilhelm August Rieder befinden sich heute im Privatbesitz und kleinen Sammlungen.
Quelle: Österreichische Nationalbibliothek.